# Institut der Deutschen Zahnärzte
Das Institut der Deutschen Zahnärzte (IDZ) ist eine organisatorisch selbständige Forschungseinrichtung in Trägerschaft der Kassenzahnärztlichen Bundesvereinigung (KZBV) und der Bundeszahnärztekammer – Arbeitsgemeinschaft der Deutschen Zahnärztekammern e. V. (BZÄK) mit Sitz in Köln.
Es stellt belastbare, unabhängige Forschungsergebnisse auf dem komplexen Gebiet der Gesundheitsforschung bereit. Die IDZ-Forschungsprojekte liefern wissenschaftliche Daten und Problemanalysen zur Weiterentwicklung der zahnärztlichen Versorgungsstruktur im Gesundheitswesen. Das IDZ wurde 1980 gegründet und betreibt für die Berufs- und Standespolitik der Zahnärzte in Deutschland praxisrelevante Forschung und wissenschaftliche Beratung im Rahmen der Aufgabenbereiche von KZBV und BZÄK. Das IDZ hat 13 Beschäftigte.

## Forschungsschwerpunkte und Schriftenreihen
Das IDZ beschäftigt sich mit einer Vielzahl von Fragestellungen aus dem breiten Themenspektrum der Gesundheitsversorgungsforschung und -epidemiologie, der Gesundheitsökonomie und -systemforschung, der Zahnärztlichen Professionsforschung und der Medizinsoziologie und Gesundheitskompetenz, der Evidenzbasierten Medizin und Qualität sowie der Medizinischen Statistik und des Datenmanagements.
Die Ergebnisse der Forschungsarbeit und der sonstigen wissenschaftlichen Aktivitäten des IDZ werden in den Buchpublikationen (Materialienreihe, Broschürenreihe, Sonderbände) veröffentlicht. Zudem gibt das IDZ das kostenlose Online-Journal Zahnmedizin, Forschung und Versorgung heraus, das in unregelmäßigen Abständen erscheint und in knapper Form über aktuelle Forschungsthemen berichtet. Zur Förderung des nationalen und internationalen Wissenstransfers werden Studienergebnisse außerdem in internationalen Fachzeitschriften publiziert.

### Deutsche Mundgesundheitsstudien
Die wichtigste Studienreihe des IDZ und zugleich die größte ihrer Art in Deutschland ist die Deutsche Mundgesundheitsstudie, eine systematische Erhebung der Mundgesundheit in Deutschland in mittlerweile sechster Auflage. Bei der Sechsten Deutschen Mundgesundheitsstudie (DMS • 6) handelt sich um eine bevölkerungsrepräsentative, sozialepidemiologische Studie im Split-Panel-Design, die in sieben Altersgruppen die wichtigsten Erkrankungen der Mundhöhle und der Zähne sowie den zahnmedizinischen Versorgungszustand dokumentiert. In einem mehrstufigen Zufallsauswahlverfahren wurden deutschlandweit 90 Städte und Gemeinden ausgewählt. Über die Einwohnermeldeämter wurden etwa 7.500 Personen um Teilnahme gebeten. Die Untersuchungen wurden von speziell für diese Studie geschulten Zahnärztinnen und Zahnärzten durchgeführt. Die Feldarbeit erstreckte sich von 2021 bis 2023.
Die sieben Altersgruppen, deren Daten erhoben wurden, waren
- jüngere Kinder (8- und 9-Jährige)
- ältere Kinder (12-Jährige),
- junge Volljährige (20-Jährige),
- jüngere Erwachsene (35- bis 44-Jährige),
- ältere Erwachsene (43- bis 52-Jährige),
- jüngere Seniorinnen und Senioren (65- bis 74-Jährige),
- ältere Seniorinnen und Senioren (73- bis 82-Jährige).
Mit der DMS • 6 wurde erstmals ein kombiniertes Querschnitts- und Längsschnittdesign umgesetzt. Im März 2025 wurde die Öffentlichkeit über die Kernergebnisse des Querschnitt-Moduls der Studie informiert.
Die zahnmedizinisch-klinischen Untersuchungen und sozialwissenschaftlichen Befragungen der jüngsten Altersgruppe (jüngere Kinder: 8- und 9-Jährige) erfolgten aus durchführungsorganisatorischen und gesundheitspolitischen Gründen zuvor im Frühjahr 2021 und wurden detailliert andernorts beschrieben.
Die Ergebnisse des Längsschnitt-Moduls werden in einer weiteren Publikationswelle im Frühjahr 2026 veröffentlicht.

## Mitgliedschaften in nationalen und internationalen Forschungsnetzwerken
- Deutsche Gesellschaft für Sozialmedizin und Prävention (DGSMP)
- Deutsche Gesellschaft für Epidemiologie (DGEpi)
- Deutsche Gesellschaft für Zahn-, Mund- und Kieferheilkunde (DGZMK)
- Arbeitskreis Epidemiologie, Public Health und Versorgungsforschung (AK EPHV / DGZMK)
- Deutsche Gesellschaft für Gesundheitsökonomie (dggö)
- Deutsche Gesellschaft für Kinderzahnheilkunde (DGKiZ)
- Deutsche Gesellschaft für Medizinische Informatik, Biometrie und Epidemiologie (GMDS)
- Deutsche Gesellschaft für Medizinische Soziologie (DGMS)
- Deutsche Gesellschaft für Orale Epidemiologie und Versorgungsforschung (DGoEV)
- Deutsche Gesellschaft für Parodontologie (DG Paro)
- Deutsche Gesellschaft für Präventivzahnmedizin (DGPZM)
- Deutsche Gesellschaft für Zahnerhaltung (DGZ)
- Deutsches Netzwerk Evidenzbasierte Medizin (EbM-Netzwerk)
- Deutsches Netzwerk für Versorgungsforschung (DNVF)
- Continental European Division (CED-IADR)
- Guidelines International Network (GIN)
- International Association for Dental Research (IADR)
- Scientific Group Behavioral, Epidemiologic and Health Services Research (BEHSR-IADR)[8]

## Forschungsbereiche
- Gesundheitsversorgungsforschung und -epidemiologie – A. Rainer Jordan[9]
- Gesundheitsökonomie und -systemforschung – David Klingenberger[10]
- Zahnärztliche Professionsforschung – Nele Wicking[11]
- Medizinsoziologie und Gesundheitskompetenz – Nils Spiekermann, Maria Schierbaum, Fabian Zimmermann[12]
- Evidenzbasierte Medizin und Qualitätsentwicklung – Julia Simon[13]
- Querschnittsbereich Medizinische Statistik und Datenmanagement – Kathrin Kuhr, Dominic Sasunna[14]